# دحاس شمالي
دَحَّاس شمالي أو الحوت قنيني الخطم الشمالي (الاسم العلمي: Hyperoodon ampullatus) هو نوع من الحيتانيات، يتبع جنس حيتان قارورية الأنف.